# Bachs letzte Oper
Bachs letzte Oper ist eine Oper in zwei Akten des US-amerikanischen Komponisten Stanley Walden. Das Libretto stammt von Jess Ørnsbo, Anne Refshauge übersetzte es aus dem Dänischen ins Deutsche. Uraufgeführt wurde die Oper am 21. Dezember 2002 im „KuppelTheater“, der Ausweichspielstätte des Theater Erfurt in der Regie Flemming Weiss Andersens.

## Handlung
Bachs letzte Oper erzählt in einer chronologischen Reihe von historisch belegten und fiktiven Episoden das Leben des Komponisten Johann Sebastian Bach. In der Schlüsselszene am Anfang wird der Zehnjährige in Ohrdruf von seinem Bruder beim Abschreiben von Noten großer Komponisten ertappt. Er nimmt seine späteren Lebensstationen in Form von Visionen vorweg. Nach der fehlgeschlagenen Augenoperation, die möglicherweise zu seinem Tod führte, schließt die Oper erneut in Ohrdruf mit dem jungen Bach.

### Erster Akt
Szene 1. Ohrdruf. Johann Sebastian Bachs zukünftige Ehefrau Maria Barbara singt aus einer seiner Kantaten. Der verwaiste Johann Sebastian kommt im Alter von 10 Jahren bei seinem Bruder Johann Christoph unter. Der hat als Organist in Ohrdruf nur ein geringes Gehalt und nimmt seinen Bruder nur widerwillig auf. Johann Sebastian entwendet schon in der ersten Nacht Noten von Pachelbel und Buxtehude, um sie für seine eigenen Zwecke zu kopieren. Fabelwesen aus Händels Oper Tamerlano spotten über seine frühen Kompositionsversuche. Johann Christoph ertappt seinen Bruder beim Kopieren und vernichtet die Noten. Die Szene endet mit Maria Barbaras Gesang.
Szene 2. Arnstadt. Es gibt ein kirchliches Gerichtsverfahren gegen Bach. Sein Vorgesetzter wirft ihm den komplizierten Stil seiner Musik vor, die Überziehung seines Urlaubs bei seiner Reise zu Buxtehude nach Lübeck und die Verführung von Frauen in seiner Wohnung. Bach lehnt eine Entschuldigung bei der Gemeinde ab. Er ruft Maria Barbara zu sich, um mit ihr zu singen.
Szene 3. Mühlhausen. Bach und sein junges Alter Ego begegnen in einem vornehmen Gasthaus Georg Friedrich Händel, der sich auf einer Operntournee befindet. Nach einem turbulenten Trink- und Tanzgelage fordert Bach Ruhe. Er und Händel fangen ein Würfelspiel an. Sie werden von einem Hellseher unterbrochen, der Parallelen zwischen ihrer beider Leben sieht.
Szene 4. In einem Wettbewerb spielen Bach und Händel abwechselnd Variationen über das Goldberg-Thema. Als der Domkapellmeister den Rücktritt von seinem Posten als Organist ankündigt, wird dem potentiellen Nachfolger auferlegt, dessen hässliche Tochter zu heiraten. Händel flieht, und Bach lehnt mit der Begründung ab, dass er bereits verheiratet sei. Bald darauf erhält er die Nachricht vom Tod seiner Frau Maria Barbara. Ihr Geist und der junge Bach begleiten die Trauerarie Johann Sebastians.

### Zweiter Akt
Szene 5. Weimar. Nach einem Streit mit seinen Vorgesetzten sitzt Bach eine Gefängnisstrafe ab. Der junge Bach und die Fantasiefiguren der ersten Szene machen sich über ihn lustig. Sie vertreiben den Wächter und einen Arzt, der Bach von seinem schlechten Humor befreien soll. Seine zweite Frau Anna Magdalena bringt Essen und Notenpapier. Der Wächter vergreift sich mit einigen Besuchern an dem Essen. Die Geister verwandeln sich in wilde Tiere und greifen sie an. Bach verlässt das Gefängnis.
Szene 6. Köthen. Bach ist nun Kapellmeister beim Fürsten Leopold und soll dessen untalentierte Ehefrau „Amusa“ im Klavierspiel unterrichten. Dabei fällt sie in Ohnmacht.
Szene 7. Potsdam. Bach besucht seinen Sohn Carl Philipp Emanuel in Potsdam. Der stellt ihn Friedrich dem Großen vor. Außerdem begegnet er Voltaire und erneut Händel, der nach seiner Erblindung auf eine Augenoperation durch den Okulisten John Taylor wartet. Auf Befehl Friedrichs improvisiert Bach über eine Fuge nach einem von diesem vorgegebenen Thema. Während der Darbietung erblindet er plötzlich. Er wird vom jungen Bach hinausgeführt.
Szene 8. Leipzig. Bach ist nun blind. Seine hochschwangere Frau Anna Magdalena klagt über ihr Schicksal. Sie gebiert eine Reihe von Kindern, von denen nur einige überleben. Der Teufel erscheint in Verkleidung und bezeichnet sich Bach gegenüber als sein Nachfolger in Leipzig. Bach jagt ihn persönlich davon.
Szene 9. Die Operation. Der Teufel tritt erneut auf – diesmal in Gestalt John Taylors. Er behauptet, Bachs Augen operieren zu können. In Gegenwart des jungen Bach und der Fantasiegestalten der ersten Szene führt er Bach zum Operationstisch. Die fehlgeschlagene Operation überlebt Bach beinahe nicht. Der junge Bach ruft nach Maria Barbara. Sie und auch Anna Magdalena erscheinen. Bach singt.
Szene 10. Finale. Dunkle Gestalten singen Musik aus einer Bachkantate. Gegen Ende erscheint der junge Bach wie in der ersten Szene. Er kopiert Noten und singt: „Ich will lernen… lernen!“

## Gestaltung
Die Oper enthält insgesamt 27 Zitate von Musik Johann Sebastian Bachs, darunter Choräle wie O Haupt voll Blut und Wunden aus der Matthäus-Passion, Orgelwerke, Das Wohltemperierte Klavier und Die Kunst der Fuge. Weitere Motive stammen von Georg Friedrich Händel, Johann Pachelbel und Bachs Sohn Carl Philipp Emanuel.
Das Orchester benötigt fast 50 Musiker mit viel Schlagzeug und einigen exotischen Instrumenten wie einem geriebenen Katzendarm zur Darstellung von „Löwengebrüll“ oder einem durch die Luft gewirbelten Schlauch bei der „Freeka“.

## Werkgeschichte
Bachs letzte Oper basiert auf einer Idee des Librettisten Jess Ørnsbo aus dem Jahr 1992. Die Anregung, daraus ein Opernlibretto zu machen, stammte vom Regisseur Flemming Weiss Andersen, der auch die Kontakte zum Komponisten Stanley Walden knüpfte. Von Anfang an war geplant, die Oper in Deutschland aufzuführen. Daher wurde der dänische Text noch vor Beginn der Komposition von Anne Refshauge ins Deutsche übersetzt. Dennoch gingen erste Planungen von einer Uraufführung im Jahr 2000 an der Danske Opera aus, die aber aus finanziellen Gründen abgesagt wurde. Das Werk wurde schließlich am 21. Dezember 2002 vom Theater Erfurt aufgeführt – da das Opernhaus wegen baulicher Mängel geschlossen war, im „KuppelTheater“ am Südrand der Stadt. Die musikalische Leitung hatte Karl Prokopetz, die Inszenierung stammte von Flemming Weiss Andersen und die Ausstattung von Vladimir Poznanovic. Es sangen u. a. Susanne Serfling (der junge Bach), Peter Dittmann (Johann Sebastian Bach), Nadja Stefanoff (Maria Barbara), Kelly God (Anna Magdalena), Albert Pesendorfer (Bruder Johann Sebastian Bachs) und Britta Ströher (Prinzessin, Tochter des Domkapellmeisters, Amusa).